# Bernard Coupal
 (décembre 2017).
Si vous disposez d'ouvrages ou d'articles de référence ou si vous connaissez des sites web de qualité traitant du thème abordé ici, merci de compléter l'article en donnant les références utiles à sa vérifiabilité et en les liant à la section « Notes et références ».
Bernard Coupal est un ingénieur, un professeur et un gestionnaire québécois né à Montréal, en 1933.

## Biographie
Il a fait des études classiques au Séminaire de Saint-Jean, puis a obtenu un doctorat en génie chimique de l'Université de Floride en 1965.

## Honneurs
- 1980 - Médaille de la recherche de la Faculté des sciences appliquées de l'Université de Sherbrooke
- 1992 - Prix de biotechnologie Armand-Frappier de l’Association québécoise des bio-industries
- 1994 - Prix INNOVATION de l’Association des directeurs de recherche industrielle du Québec
- 2000 - Technology and Innovation Management Award de l’Innovation Management Association of Canada
- 2000 - Prix Lionel-Boulet
- 2001 - Cercle Excelcia de BioQuébec
- 2004 - Pionnier de l’Université de Sherbrooke
- 2004 - Doctorat honorifique de l’Université de Montréal
- 2005 - Officier de l'Ordre national du Québec